# Chris Burden
Christopher Lee Burden, detto Chris (Boston, 11 aprile 1946 – Topanga, 10 maggio 2015), è stato un artista statunitense.
Viene ricordato, al pari di Gina Pane e Marina Abramović, per le sue performance autolesionistiche ed estreme che gli hanno procurato una fama controversa. In seguito, l'artista si è concentrato sulla costruzione di opere d'arte ingegneristiche.
Molte creazioni sono state raccolte in importanti collezioni museali fra cui il Los Angeles County Museum of Art, il Museum of Contemporary Art di Los Angeles, il Whitney Museum of American Art, il Museum of Modern Art di New York, la Tate Gallery, il Middelheim Museum, l'Inhotim, il Museo di arte contemporanea del XXI secolo di Kanazawa e il Museum of Contemporary Art di Chicago.

## Biografia

### Gioventù
Figlio dell'ingegnere Robert Burden e della biologa Rhoda Burden, è nato a Boston nel 1946 ed è cresciuto a Cambridge, nel Massachusetts, per poi trasferirsi in Francia e in Italia. All'età di 12 anni ha subito un intervento chirurgico di emergenza, eseguito senza anestesia, al piede sinistro, dopo essere stato gravemente ferito in uno scontro motociclistico all'isola d'Elba; durante la lunga convalescenza che seguì, si interessò all'arte visiva e in modo particolare alla fotografia. Si è successivamente diplomato in arti visive, fisica e architettura al Pomona College e all'Università della California, Irvine, dove ebbe fra gli insegnanti l'artista Robert Irwin.

### Performance
Iniziò a interessarsi alla performance art nei primi anni settanta. In questo periodo trovò nella violenza fisica il suo modo di esprimersi: le prime performance lo misero fisicamente in pericolo. La consapevolezza del corpo e la sua fragilità sono usate dall'artista per riportare violentemente in vita tutte le emozioni.

#### Five Day Locker Piece(1971)
La sua prima performance Five Day Locker Piece venne concepita per la sua tesi di laurea all'Università della California. Durante la performance rimase chiuso per cinque giorni e cinque notti in uno degli armadietti metallici dell'Università con un recipiente per bere e uno per urinare. Five Day Locker Piece venne fotografata e venduta come un oggetto d'arte.

#### Shoot(1971)
Il 19 novembre del 1971 alle 19 e 45, in una sala della galleria F-Space di Santa Ana in California, concepì Shoot, una delle sue performance più note. Per essa, convinse l'amico Bruce Dunlamp a sparargli addosso con un fucile calibro 22 da cinque metri di distanza. L'azione si svolse davanti ad un pubblico che non aveva la possibilità di intervenire e venne ripresa da una telecamera. A seguito della performance riportò una ferita al braccio sinistro.

#### Being photographed looking out looking in(1971)
La performance Being photographed looking out looking in venne realizzata presso la galleria F-Space in Santa Ana (California) ed era divisa in tre momenti. Per prima cosa, un addetto della galleria munito di una Polaroid fotografò i visitatori, uno ad uno, al momento del loro ingresso. La seconda parte della performance consisteva in una piattaforma di legno che pendeva dal soffitto legata ad una catena. I visitatori potevano accedere alla piattaforma salendo su di una scala. Reclinando la piattaforma, osservando da una lente di gomma possono vedere il cielo. Il terzo momento della performance si spostava in un bagno dove l'artista, dietro una porta, non può vedere chi lo osserva attraverso una lente montata sulla porta stessa.

#### Deadman(1972)
Per la sua Deadman tenuta il 12 novembre alle 20 presso la Clenega Boulevard di Los Angeles, l'artista si sdraiò a terra coperto da un telo impermeabile con accanto due torce da 15 minuti l'una a segnalarlo. Poco prima che le torce si esaurissero, venne arrestato dalla polizia per procurato allarme. Dopo tre giorni venne prosciolto poiché la giuria non riesce a prendere una decisione in merito e il giudice archiviò il caso.

#### Icarus(1973)
In Icarus, tenuta il 13 aprile 1973 alle 18, invitò tre persone nel suo studio. Entrò nella stanza da una porta sul retro nudo. Due assistenti misero sulle sue spalle delle aste di vetro, le cosparsero di benzina e gli diedero fuoco. L'artista saltò via dalle fiamme facendo cadere il vetro a terra.

#### Through the Night Softly(1973)
Il 12 settembre sulla Main Street di Los Angeles strisciò per 15 metri su cocci di vetro in mutande con le mani legate dietro la schiena L'opera risultante venne nominata Through the Night Softly.

#### Trans-Fixed(1974)
Il 23 aprile 1974 a Speedway Avenue presso Venice (Los Angeles) tenne la famosa Trans-Fixed. Durante la performance si fece letteralmente crocifiggere sulla parte posteriore di una Volkswagen Maggiolino. L'auto venne esposta al pubblico per circa due minuti col motore acceso. Le vibrazioni gli causarono forti dolori alle mani.

#### White Light/White Heat(1974)
Per White Light/White Heat, tenuta alla Ronald Feldman Gallery di New York, trascorse ventidue giorni sdraiato su una piattaforma triangolare, rialzata e situata nell'angolo della galleria a un'altezza prossima al soffitto. Non poteva né vedere e nemmeno essere visto dagli spettatori. Secondo quanto affermò, durante la sua permanenza sulla piattaforma, non mangiò, non parlò e non scese mai da lì. Marina Abramovich restò colpita da questa performance a tal punto da chiedergli di poterla ripetere ma egli però rifiutò.

#### Doomed(1975)
Del 1975 è invece Doomed, inscenata presso una sala del Museum of Contemporary Art di Chicago. In essa egli si sdraiò sotto una lastra di vetro inclinata di quarantacinque gradi appoggiata a una parete sulla quale è posto un orologio funzionante. Previde di rimanere in quella posizione finché qualcuno non interferisse. Quarantacinque ore e dieci minuti più tardi, l'impiegato del museo, Dennis O'Shea, appoggiò accanto a lui una brocca d'acqua. In quel momento, l'artista uscì e spezzò il quadrante dell'orologio con un martello segnando la fine della performance.
Altre esibizioni degli anni settanta sono Match Piece (1972), B.C. Messico (1973), Fire Roll (1973), TV Hijack (1972), e Honest Labour (1979).

#### TV Commercials
Tra il 1973 e il 1977 acquistò degli spazi pubblicitari da alcune emittenti locali di Los Angeles con lo scopo di interrompere lo strapotere delle televisioni. Nacque così il progetto Tv Commercials: le pubblicità televisive diventano spazi in cui l'artista appariva in prima persona o manda in onda alcune delle sue performance.

### Le creazioni ingegneristiche
Alla fine degli anni settanta, si dedicò alla creazioni di installazioni scultoree composte da piccoli pezzi o da meccanismi in funzione.

#### B-Car(1975)
Una delle sue prime creazioni meccaniche è B-Car, un veicolo a quattro ruote perfettamente funzionante che l'artista stesso descrisse come "un veicolo in grado di percorrere 100 miglia all'ora e raggiungere 100 miglia al gallone".

#### Diecimila(1977)
In questa installazione, l'artista ha riprodotto un fac-simile di una banconota da 10.000 lire italiane stampata su entrambi i lati del foglio.

#### C.B.T.V.(1977)
C.B.T.V. ricostruzione della prima televisione meccanica.

#### Big Wheel(1979)
Big Wheel è invece una ruota di enormi dimensioni che venne esposta per la prima volta alla Rosamund Felsen Gallery. Successivamente, è stata esposta nel 2009 al Museum of Contemporary Art di Los Angeles.

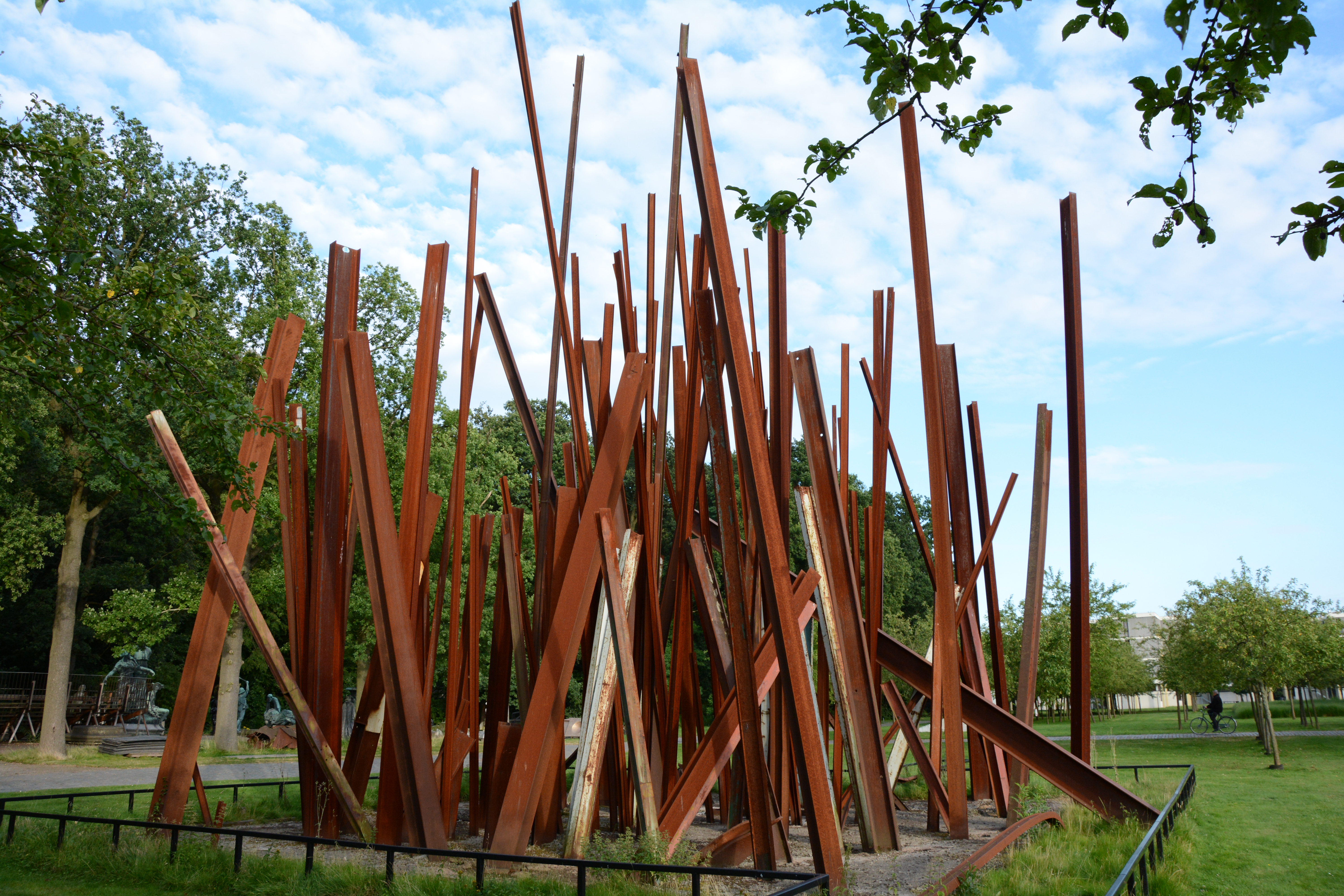
Beam Drop (2009)

#### The Atomic Alphabet(1980)
Ha creato una gigantesca litografia colorata a mano in formato poster. Durante la lettura ha accompagnato ogni lettera recitata dell'alfabeto a un calpestio rabbioso. Venti edizioni del lavoro sono state eseguite in vari musei, come ad esempio nel Museum of Modern Art di San Francisco e il Whitney Museum of American Art.

#### A Tale of Two Cities(1981)
Su un terreno di 100 metri quadrati e una base di sabbia circondata da una "giungla" fatta di piante d'appartamento posizionò un plastico di due città-stato, pronte per la guerra, con 5.000 modellini di guerra provenienti dagli Stati Uniti, dal Giappone e dall'Europa. Questa installazione è il frutto della passione che l'artista aveva per i modellini e i soldatini. Ha re-immaginato un sistema di stati feudali.

#### The Speed of Light Machine(1983)
In The Speed of Light Machine' l'artista ha riproposto un esperimento scientifico che permette di "vedere" la velocità della luce.

#### All the Submarines of the United States of America(1987)
L'installazione All the Submarines of the United States of America consiste di 625 piccoli modelli identici di sottomarini realizzati a mano e in cartone dipinto. Tali sottomarini rappresentano l'intera flotta sottomarina degli Stati Uniti risalente dalla fine dell'Ottocento (quando i sottomarini entrarono nell'arsenale della marina) fino alla fine degli anni ottanta. Sospese i modelli di cartone sui monofilamenti dal soffitto, ponendoli a varie altezze in modo che somigliassero a un branco di pesci che nuota attraverso lo spazio della galleria.

#### Samson(1985)
Per Samson, Burden creò un martinetto idraulico da 100 tonnellate collegato a un tornello di modo che, ogniqualvolta un ospite entrava nel Newport Harbor Art Museum, le travi venivano infilate nei muri di supporto del museo. L'opera venne smontata dai vigili del fuoco con la motivazione che si trattava di un pericolo per la sicurezza; l'intento del progetto lo rileva lo stesso artista:"se un numero sufficiente di persone fosse entrato nel museo, esso sarebbe crollato".

#### Fist of Light(1992)
Fist of Light venne esposta durante la Whitney Biennial di New York e consisteva in una scatola di metallo chiusa con centinaia di lampade a ioduri metallici bruciate all'interno. Richiedeva un condizionatore industriale per raffreddare la stanza.

#### Hell Gate(1998)
Hell Gate è un modello in scala di 8,5 metri, in pezzi di Erector Set, Meccano e legno dell'omonimo ponte ferroviario in acciaio e calcestruzzo, che attraversa il segmento Hell Gate dell'East River, tra Queens e Wards Island, a New York.

#### When Robots Rule(1999)
Nel 1999 è stata esposta When Robots Rule alla Tate Gallery di Londra. L'opera consisteva in una "linea di assemblaggio di fabbrica" che avrebbe dovuto produrre aeroplani modellati in carta velina, plastica e legno di balsa. Ogni aereo con un propulsore alimentato da un elastico, al suo completamento nell'arco di 2 minuti, veniva lanciato per farlo volare intorno alla galleria. Sfortunatamente, la macchina non ha mai funzionato. Secondo World Sculpture News "il lavoro ha dimostrato che i robot, in realtà, non governano tutto, e per ora sono ancora soggetti a carenze individuali e di gruppo."

### Il nuovo millennio

#### Nomadic Folly(2001)
Presentata per la prima volta alla Biennale di Istanbul nel 2001, Nomadic Folly (2001) consiste in un grande ponte di legno fatto in legno di cipresso turco e quattro enormi ombrelli. I visitatori potevano rilassarsi e sostare in questa struttura simile a una tenda, piena di opulenti tappeti fatti a mano, corde intrecciate, lampadari sospesi in vetro e metallo e tessuti per matrimoni ricamati con fili scintillanti e motivi tradizionali.

#### Ghost Ship(2005)
Nel 2005 ha creato Ghost Ship, il suo yacht senza equipaggio: un vero e proprio navigatore autonomo che attraccò a Newcastle upon Tyne, il 28 luglio del 2005, dopo un viaggio di 5 giorni di 530 chilometri iniziato a Fair Isle, vicino alle Isole Shetland. Il progetto è stato commissionato da Locus + ad un costo di 150.000 sterline ed è stato finanziato con una significativa sovvenzione dall'Arts Council England, costruito con l'aiuto del Dipartimento di ingegneria marina dell'Università di Southampton. Pare che il mezzo sia stato controllato tramite un computer di bordo e un sistema GPS; tuttavia, in caso di emergenza, la nave veniva tenuta sotto osservazione da un'imbarcazione di supporto.

#### Urban Light(2008)
Nel 2008 ha creato Urban Light, un'opera scultorea composta da 202 antichi lampioni trovati intorno a Los Angeles. Ha comprato le luci dall'appaltatore che ha installato Urban Light, Anna Justice. L'opera è esposta fuori dal Los Angeles County Museum of Art, e le luci a energia solare si illuminano al crepuscolo.

#### Metropolis II(2011)
Nell'estate del 2011, dopo quattro anni di lavoro, ha terminato la sua scultura cinetica Metropolis II che viene installata al LACMA nell'autunno 2011: "un'intensa scultura cinetica, modellata su una frenetica e moderna città moderna." Del 2013 è invece Porsche With Meteorite (2013), consistente in una trave di equilibrio in acciaio che sorregge contemporaneamente una Porsche sportiva e un piccolo meteorite. Sempre nel 2013, il New Museum of Contemporary Art ha deciso di appropriarsi di Twin Quasi-Legal Skyscrapers (2013), due torri alte 11 metri create in occasione della retrospettiva sulla sua carriera.

#### Light of Reason(2014)
Light of Reason è stato commissionato dalla Brandeis University nel 2014 e si trova fuori dal Rose Art Museum. Si compone da tre file di 24 lampioni vittoriani che puntano verso l'ingresso del museo. La scultura funge da gateway e spazio per eventi all'aperto ed è diventata un punto di riferimento del campus.

#### Ode to Santos Dumont(2015)
L'ultimo lavoro portato a termine è un piccolo dirigibile funzionante che vola in cerchi perfetti titolato Ode to Santos Dumont (2015). L'opera, dedicata all'omonimo pioniere dell'aviazione brasiliano, è stata annunciata in un evento privato della Gagosian Gallery poco prima della morte dell'artista ed è stata successivamente installata al Los Angeles County Museum of Art.

### La morte
L'artista è deceduto a Topanga, il 10 maggio 2015, a causa di un melanoma. Prima di morire stava progettando un mulino ad acqua che avrebbe dovuto affiancare la torre di alluminio di Frank Gehry, presso la LUMA Foundation.

## Vita privata
Era sposato con l'artista multimediale Nancy Rubins. Ha vissuto e lavorato a Los Angeles, in California. Il suo studio si trovava presso il Topanga Canyon. Dal 1967 al 1976 è stato sposato con Barbara Burden, la quale ha documentato e partecipato a molte delle sue prime opere.

## Vita accademica
Nel 1978 divenne professore all'Università della California, a Los Angeles, una posizione dalla quale si dimise nel 2005. Sebbene non sia chiaro il motivo della sua scelta, alcuni affermano che sia stato accusato di aver violato le norme di sicurezza dell'istituto tentando di usare una pistola durante una performance artistica dimostrativa.